# Gametek
Gametek, av företaget skrivet GameTek, var ett datorspelsförlag med säte i North Miami Beach, Florida. Gametek mest kända spel är Jeopardy! och Wheel of Fortune som har släppts till de flesta plattformar.